# Camino de Santiago Sanabrés
El Camino de Santiago Sanabrés, también denominado Camino Mozárabe (igual que algunos caminos del sur de la península ibérica) o, en Galicia, Camino Gallego del Sur, comenzó como un atajo en las peregrinaciones jacobeas por el Camino de Santiago de la Plata. Los peregrinos desde la localidad zamorana de Granja de Moreruela dirigen sus pasos hacia Santiago de Compostela a través de la comarca de Sanabria, alcanzando la ruta interior del Camino de los Portugueses en las ciudades gallegas de Verín u Orense.
Todo el trazado de la ruta dispone de la debida señalización, suficiente documentación e infraestructuras necesarias para el peregrino.

## Trazado de la ruta

### Ruta en la provincia de Zamora
| Población                 | Provincia | A Santiago (km) |
| ------------------------- | --------- | --------------- |
| Granja de Moreruela       | Zamora    | 373,3           |
| Faramontanos de Tábara    | Zamora    | 354,8           |
| Tábara                    | Zamora    | 347,3           |
| Bercianos de Valverde     | Zamora    | 333,3           |
| Santa Croya de Tera       | Zamora    | 326,3           |
| Santa Marta de Tera       | Zamora    | 324,3           |
| Calzadilla de Tera        | Zamora    | 319,8           |
| Olleros de Tera           | Zamora    | 311,3           |
| Vega de Tera              | Zamora    | 309,3           |
| Villar de Farfón          | Zamora    | 303,3           |
| Rionegro del Puente       | Zamora    | 296,8           |
| Mombuey                   | Zamora    | 288,3           |
| Valdemerilla              | Zamora    | 283,3           |
| Cernadilla                | Zamora    | 279,8           |
| San Salvador de Palazuelo | Zamora    | 277,8           |
| Entrepeñas                | Zamora    | 274,3           |
| Asturianos                | Zamora    | 271,3           |
| Palacios de Sanabria      | Zamora    | 267,8           |
| Remesal                   | Zamora    | 265,3           |
| Triufé                    | Zamora    | 259,3           |
| Puebla de Sanabria        | Zamora    | 255,3           |
| Terroso                   | Zamora    | 245,3           |
| Requejo                   | Zamora    | 243,3           |
| Padornelo                 | Zamora    | 231,7           |
| Aciberos                  | Zamora    | 228             |
| Lubián                    | Zamora    | 224,1           |

### Rutas en la provincia de Orense

#### Ruta principal
| Población                              | Provincia | A Santiago (km) |
| -------------------------------------- | --------- | --------------- |
| A Canda (La Mezquita)                  | Orense    | 207             |
| A Vilavella (La Mezquita)              | Orense    | 205             |
| O Pereiro (La Mezquita)                | Orense    | 201             |
| O Canizo (La Gudiña)                   | Orense    | 195             |
| A Gudiña (La Gudiña)                   | Orense    | 191             |
| A Venda do Espiño (La Gudiña)          | Orense    |                 |
| A Venda da Teresa (La Gudiña)          | Orense    | 184             |
| A Venda da Capela (La Gudiña)          | Orense    |                 |
| A Venda da Capela (Villarino de Conso) | Orense    |                 |
| A Venda do Bolaño (Villarino de Conso) | Orense    |                 |
| Campobecerros (Castrelo del Valle)     | Orense    | 172             |
| Portocamba (Castrelo del Valle)        | Orense    | 169             |
| Eiras (Laza)                           | Orense    | 164             |
| Laza (Laza)                            | Orense    | 159             |
| Soutelo Verde (Laza)                   | Orense    |                 |
| Tamicelas (Laza)                       | Orense    | 153             |
| A Alberguería (Laza)                   | Orense    | 148             |
| Vilar de Barrio (Villar de Barrio)     | Orense    | 141             |
| Bóveda (Villar de Barrio)              | Orense    |                 |
| Vilar de Gomareite (Villar de Barrio)  | Orense    | 139             |
| Bobadela (Junquera de Ambía)           | Orense    | 135             |
| Padroso (Junquera de Ambía)            | Orense    |                 |
| Cima de Vila (Junquera de Ambía)       | Orense    |                 |
| Quintela (Junquera de Ambía)           | Orense    |                 |
| Xunqueira de Ambía (Junquera de Ambía) | Orense    | 130             |
| Outorelo (Junquera de Ambía)           | Orense    |                 |
| A Pousa (Junquera de Ambía)            | Orense    | 127             |
| Salgueiros (Junquera de Ambía)         | Orense    | 126             |
| Gaspar (Baños de Molgas)               | Orense    |                 |
| A Beirada (Paderne de Allariz)         | Orense    |                 |
| Ousende (Paderne de Allariz)           | Orense    |                 |
| Penelas (Paderne de Allariz)           | Orense    |                 |
| A Venda do Río (Taboadela)             | Orense    |                 |
| Pereiras (Taboadela)                   | Orense    | 120             |
| A Castellana (San Ciprián de Viñas)    | Orense    |                 |
| Reboredo (San Ciprián de Viñas)        | Orense    | 115             |
| O Cumial (San Ciprián de Viñas)        | Orense    |                 |
| Seixalbo (Orense)                      | Orense    | 113             |
| Orense                                 | Orense    | 111             |
| Cudeiro (Orense)                       | Orense    | 99              |
| A Costa (Orense)                       | Orense    |                 |
| Sartédigos (Orense)                    | Orense    | 95              |
| Madrosende (Orense)                    | Orense    | 94              |
| O Barral (Villamarín)                  | Orense    |                 |
| Bouzas (Villamarín)                    | Orense    | 88              |
| Sobreira (Villamarín)                  | Orense    | 86              |
| Faramontaos (San Cristóbal de Cea)     | Orense    | 84              |
| Biduedo (San Cristóbal de Cea)         | Orense    | 83              |
| A Casanova (San Cristóbal de Cea)      | Orense    |                 |
| Cea (San Cristóbal de Cea)             | Orense    | 79              |
| Porto do Souto (Piñor)                 | Orense    | 78              |
| Cotelas (Piñor)                        | Orense    | 77              |
| Mirela (Piñor)                         | Orense    | 77              |
| Piñor (Piñor)                          | Orense    | 75              |
| Albarona (Piñor)                       | Orense    | 75              |
| Arenteiro (Piñor)                      | Orense    | 74              |
| A Ponte (Piñor)                        | Orense    | 73              |
| A Derramada (Piñor)                    | Orense    |                 |
| Carballeda (Piñor)                     | Orense    | 71              |
| A Corna (Piñor)                        | Orense    | 70              |

#### Variante por Verín
| Población                         | Provincia | A Santiago (km) |
| --------------------------------- | --------- | --------------- |
| A Gudiña (La Gudiña)              | Orense    | 274             |
| Mesón do Purrián (La Gudiña)      | Orense    |                 |
| Mesón de Herosa (La Gudiña)       | Orense    |                 |
| San Lourenzo (La Gudiña)          | Orense    | 263             |
| O Navallo (Riós)                  | Orense    | 258             |
| As Vendas da Barreira (Riós)      | Orense    |                 |
| A Veiguiña (Riós)                 | Orense    |                 |
| Domiz (Riós)                      | Orense    |                 |
| Sarreaus (Riós)                   | Orense    |                 |
| San Pedro de Trasverea (Riós)     | Orense    |                 |
| Mirós (Riós)                      | Orense    |                 |
| Fumaces (Riós)                    | Orense    | 247             |
| Verín (Verín)                     | Orense    | 233             |
| Monterrei (Monterrey)             | Orense    |                 |
| Albarellos (Monterrey)            | Orense    |                 |
| Infesta (Monterrey)               | Orense    |                 |
| Rebordondo (Cualedro)             | Orense    |                 |
| Pena Verde (Cualedro)             | Orense    |                 |
| Vila de Rei (Trasmiras)           | Orense    |                 |
| Trasmiras (Trasmiras)             | Orense    |                 |
| A Eirexa (Trasmiras)              | Orense    |                 |
| Lobaces (Trasmiras)               | Orense    |                 |
| Zos (Trasmiras)                   | Orense    |                 |
| Boado (Ginzo de Limia)            | Orense    |                 |
| Porto Alto (Ginzo de Limia)       | Orense    |                 |
| Xinzo de Limia (Ginzo de Limia)   | Orense    |                 |
| Vilariño das Poldras (Sandianes)  | Orense    |                 |
| O Couso (Sandianes)               | Orense    |                 |
| Sandiás (Sandianes)               | Orense    |                 |
| Novaíño (Sandianes)               | Orense    |                 |
| Piñeira de Arcos (Sandianes)      | Orense    |                 |
| Coedo (Allariz)                   | Orense    |                 |
| Torneiros (Allariz)               | Orense    |                 |
| O San Salvador (Allariz)          | Orense    |                 |
| Paicordeiro (Allariz)             | Orense    |                 |
| Santiago de Allariz (Allariz)     | Orense    |                 |
| Santo Estevo de Allariz (Allariz) | Orense    |                 |
| Roiriz (Allariz)                  | Orense    |                 |
| Rubiás (Allariz)                  | Orense    |                 |
| Os Espiñeiros (Allariz)           | Orense    |                 |
| Turzas (Allariz)                  | Orense    |                 |
| A Vila (Allariz)                  | Orense    |                 |
| Armeá (Allariz)                   | Orense    |                 |
| Abeledo (Taboadela)               | Orense    |                 |
| Pereiras (Taboadela)              | Orense    | 120             |

## Patrimonio de la ruta
Entre los bienes patrimoniales que encontramos en esta ruta se encuentran algunos de incalculable valor ecológico, histórico, artístico o cultural. Entre ellos, podemos reseñar:
- Iglesia de San Salvador, en Tábara
- Monasterio de Santa Marta, en Santa Marta de Tera.
- Petroglifos de las Peñas del Cirillico, en Calzadilla de Tera.
- Casa del Moro, en Calzadilla de Tera.
- Santuario de la Virgen del Agavanzal, en Olleros de Tera.
- Iglesia Parroquial de San Pelayo https://www.diocesisastorga.es/parroquias/vega-de-tera-san-pelayo-2101, en Vega de Tera
- Sierra de la Culebra, en las comarcas zamoranas de Tierra de Tábara, Carballeda y Sanabria.
- Santuario de la Virgen de Carballeda, en Rionegro del Puente.
- Torre templaria de la Iglesia de la Asunción, en Mombuey.
- Parque natural del Lago de Sanabria.
- Iglesia de Santa María del Azogue, en Puebla de Sanabria.
- Castillo del Conde de Benavente, Puebla de Sanabria.
- Ermita de San Cayetano, en Puebla de Sanabria.
- El ayuntamiento, en Puebla de Sanabria.
- El ayuntamiento, en Cobreros.
- Santuario de La Tuiza, en Lubián.
- El Cortello dos Lobos, en Lubián.
- Ayuntamiento, en Orense.
- Pozas de la Chavasqueira, en Orense.
- Puente del Milenio, en Orense.
- Puente Viejo, en Orense.
- El carnaval, en Seijalvo.
- El carnaval, en Verín.
- Fiestas del Magosto, en Orense.

### Galería de imágenes
- Wikimedia Commons alberga una categoría multimedia sobre Camino de Santiago Sanabrés.

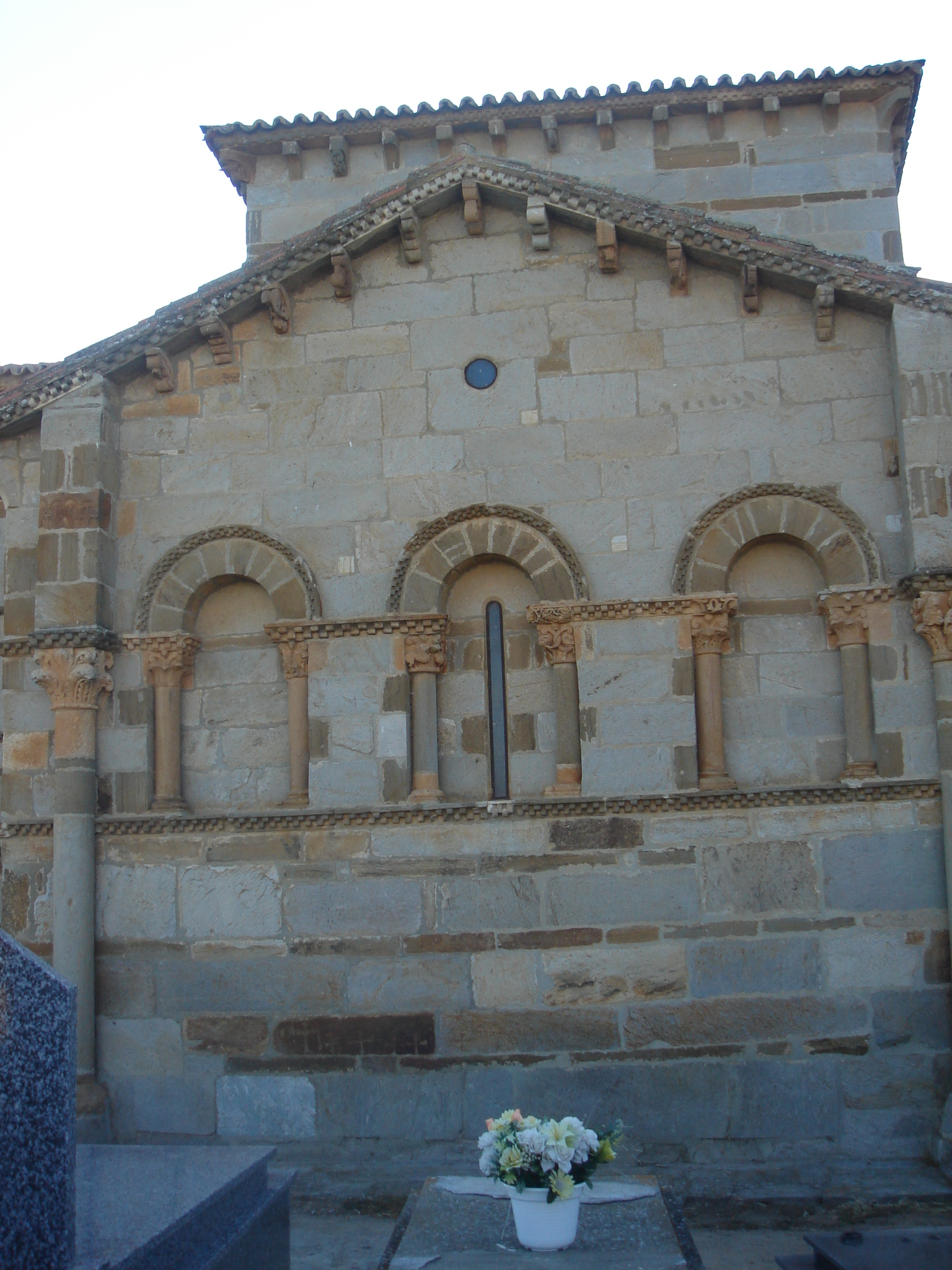
Monasterio de Santa Marta de Tera.
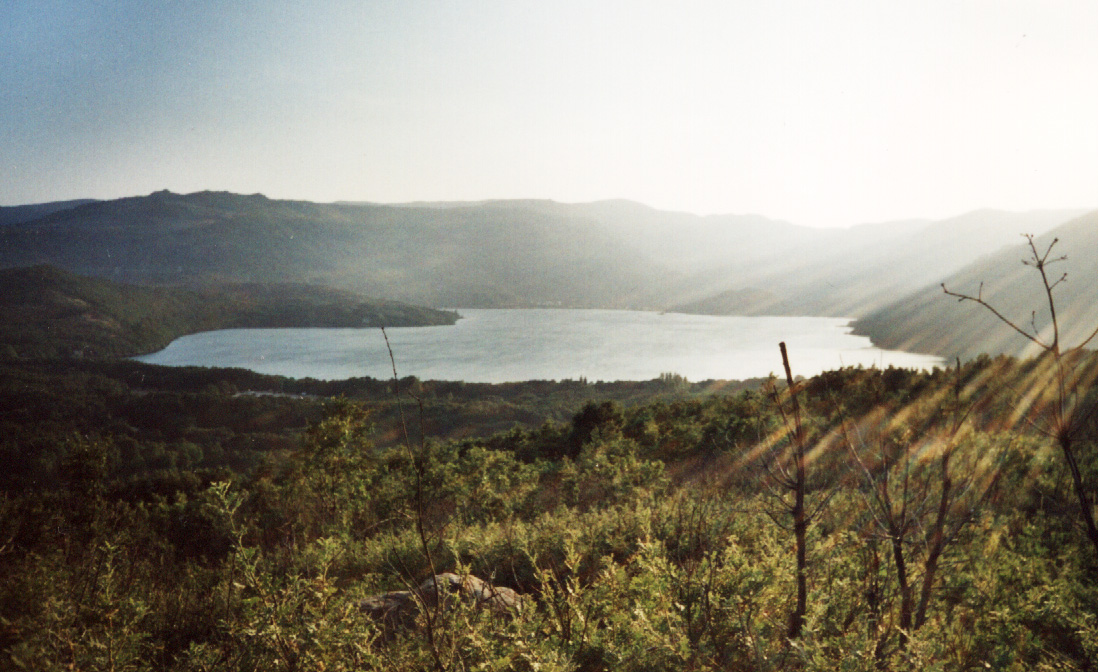
Lago de Sanabria.
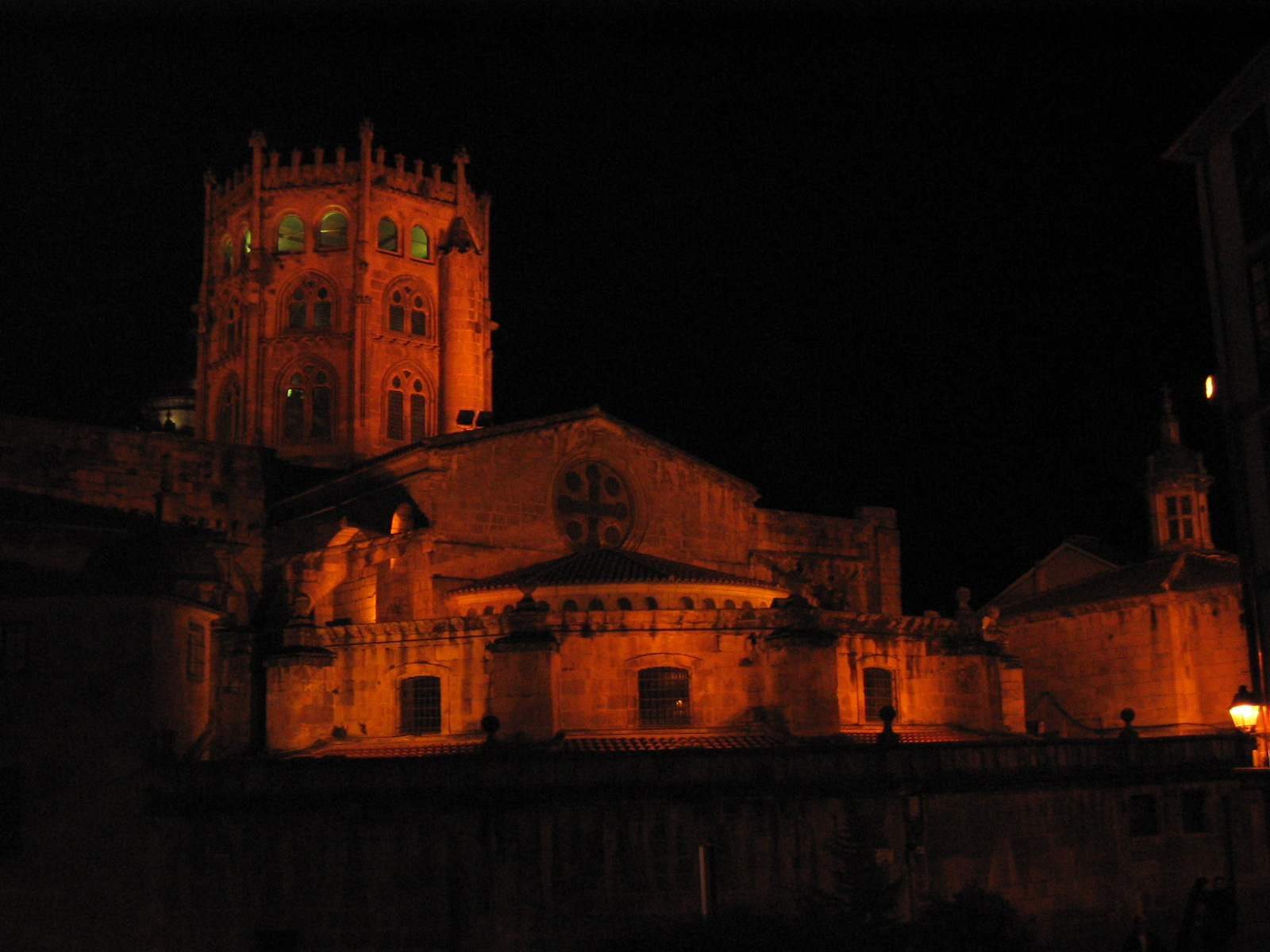
Catedral de San Martín en Orense.

#### Otros Caminos
| - Caminos de Santiago en España | - Camino de Santiago de la Plata | - Caminos de Santiago de los Portugueses |

## Documentación y bibliografía
- Camino Portugués de la Vía de la Plata. Alfonso Ramos de Castro. Ed. A.D.A.T. Proyecto de Cooperación Transfronterizo. 2002
- Caminos Jacobeos de Zamora. Pueblos y Valores. Alfonso Ramos de Castro. 2000
- El Camino de Santiago. Antón Pombo. Ed. Anaya Touring. 2004